# Mario's Super Picross
 (octobre 2019).
Si vous disposez d'ouvrages ou d'articles de référence ou si vous connaissez des sites web de qualité traitant du thème abordé ici, merci de compléter l'article en donnant les références utiles à sa vérifiabilité et en les liant à la section « Notes et références ».
Mario's Super Picross (マリオのスーパーピクロス, Mario no Sūpā Pikurosu en japonais) est un jeu vidéo de puzzle développé par Ape Incorporated, Jupiter et édité par Nintendo, sorti à partir de 1995 sur Super Nintendo. Il reprend le principe du picross, jeu de chiffres sur grille. Il n'est sorti à l'origine qu'au Japon, après l'échec commercial de Mario's Picross en Amérique du Nord, mais il est sorti par la suite sur la Console Virtuelle européenne de la Wii le 14 septembre 2007, puis sur celle de la Wii U le 27 avril 2013.

## Système de jeu
Le jeu se déroule comme un Picross classique. Le joueur doit découvrir une image cachée dans une grille carrée en brisant certaines des cases qui la composent. Des indices sont donnés sous la forme de nombres en face de chaque ligne et chaque colonne, qui indiquent combien de cases doivent être détruites. Dans les cas où il y a plusieurs nombres, les groupes de cases à détruire sont séparés par des cases à laisser intactes: par exemple, si une ligne affiche les nombres "1 4", le joueur doit détruire une case, puis laisser une ou plusieurs cases intactes, puis détruire un groupe de 4 cases.
Les grilles du jeu sont divisées en deux groupes: celles de Mario, et celles de Wario. Dans les grilles de Mario, une limite de temps de trente minutes est imposée. Les fautes sont indiquées au joueur, et infligent une pénalité de temps qui grandit si le joueur répète des erreurs. Le joueur a également droit à une aide supplémentaire au début de chaque grille, qui permet de découvrir instantanément la solution d'une ligne et d'une colonne choisies au hasard. Le joueur peut refuser cette aide pour résoudre la grille par ses propres moyens, ou au contraire sacrifier cinq minutes de temps pour obtenir une autre aide. Les grilles de Wario ne sont pas limitées en temps, mais le joueur n'est pas informé de ses erreurs, rendant ces grilles plus difficiles, car le joueur doit faire preuve de plus d'intuition que dans les grilles de Mario. Il n'y a pas non plus de système d'aide, mais à la place un système d'hypothèse, où le joueur peut modifier la grille sans altérer les cases qu'il a déjà détruites ou marquées. Ce mode peut être entré à tout moment pendant la solution de la grille, et le joueur a ensuite le choix de détruire réellement les cases choisies, ou remettre la grille telle qu'elle était auparavant.
Il y a un très grand nombre de grilles à résoudre dans le jeu, réparties en niveaux. Les niveaux normaux sont numérotés de 1 à 10, et les terminer débloque le niveau spécial du personnage correspondant. Terminer les niveaux spéciaux des deux personnages débloque les niveaux ultra, puis terminer ces niveaux débloque des grilles cachées sur l'écran titre du jeu, le mode EX de Mario. Terminer ce mode débloque le mode EX de Wario, les dernières grilles du jeu.